# Radomyśl Wielki

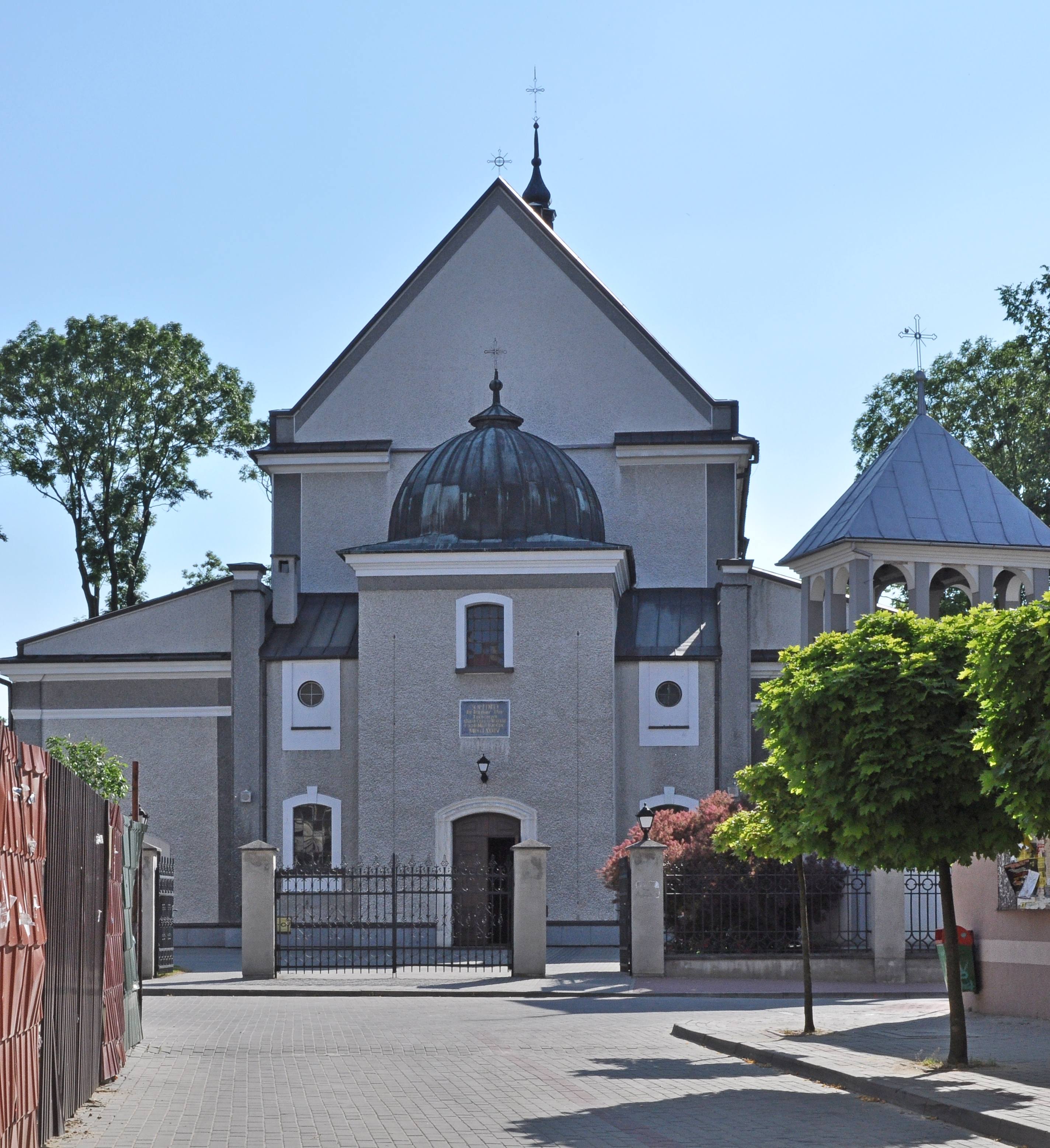
Farní kostel

Radomyśl Wielki je město v Polsku v Podkarpatském vojvodství v okrese Mielec, sídlo stejnojmenné městsko-vesnické gminy. Leží na vojvodské silnici č. 984 z Mielce do Tarnowa, na hranicích historického Malopolska. V roce 2024 zde žilo 3 409 obyvatel.

## Geografie
Město leží na v nejzápadnějším cípu vojvodství, při silnici č. 984, která spojuje města Tarnów a Mielec. Radomyśl Wielki nemá železniční stanici.
Historicky je město součástí Malopolska, patřilo do sandoměřského vojvodství. Před rokem 1945 náleželo do krakovského vojvodství, po skončení druhé světové války se stal součástí nově utvořeného vojvodství řešovského. Po administrativní reformě spadal Radomyśl Wielki administrativně do tarnowského vojvodství.

## Historie
Král Štěpán Báthory 31. ledna 1581 povolil Mikołaji Firlejovi, starostovi města Biecz založit podle magdeburského práva město Radomyśl, v oblasti vesnic Dulcza a Ruda. Panství Radomyśl od 14. století patřilo šlechtickému rodu Ligęza. Po svatbě Elzbiety Ligęzové s Mikołajem Firlejem, přešel Radomyśl jako součást věna do majetku rodu Firlej. Od konce 16. století mělo město farní kostel, který v roce 1646 vyhořel. Nový kostel začali stavět Firlejové, ale do roku 1740 nebyl dokončen. Ve městě byl rovněž špitál a farní škola.
Město bylo v letech 1655–60, během švédské invaze, vypleněno a vypáleno, z této pohromy se už nikdy nevzpamatovalo. V 18. století se zde začali usazovat první Židé. Po prvním dělení Polska v roce 1772 město připadlo Habsburské monarchii a součástí rakouské Haliče zůstalo až do listopadu 1918. V polovině 19. století se zdejší rolníci účastnili Haličského povstání a během Lednového povstání zdejší obyvatelé podporovali polské rebely v boji proti Rusku a Ruskem ovládanému Kongresovému Polsku. V 19. století Radomyśl, ležící u rakousko-ruské hranice dále upadalo, počet obyvatel klesal, nebyl zde žádný průmysl, ani perspektiva pro obyvatele. Město několikrát vyhořelo a hospodářská situace začala pomalu zlepšovat až počátkem 20. století. V roce 1907 byl změněn název města na Radomyśl Wielki, pro odlišení od města Radomyśl nad Sanem.
V září 1914 obsadila město ruská carská vojska, která zde setrvala až do května 1915, kdy byla vytlačena rakouskou armádou. Za Druhé Polské republiky připadlo krakovského vojvodství. Město se sice stalo lokálním centrem obchodu a služeb, ale na vzniku Centrálního průmyslového regionu, budovaného podle plánu vlády Leona Kozłowského od poloviny 30. let, se nepodílelo. Nebyly zde postaveny žádné továrny, mnoho obyvatel se odstěhovalo za prací do měst Dębica a Mielec. V roce 1934 získal Radomyśl opět status města, který ztratil v roce 1919.
Během druhé světové války zavraždili Němci většinu židovských obyvatel města. Ve městě působila jednotka Zemské armády, která se v srpnu 1944 účastnila akce Bouře. Výsledkem válečných událostí bylo snížení počtu obyvatel města z původních asi 3000 v roce 1939 na 1156 v roce 1945. Dalším důsledkem je, kromě farního kostela, neexistence historických památek ve městě, protože během války bylo 90 % domů zničeno.
Původně zde byly dva židovské hřbitovy, zachoval se jen „nový“, založený v roce 1850 na předměstí při cestě do Dąbrówky Wisłocké, na místě zvaném „Kąty“. Hřbitov za války zpustošili Němci, náhrobní kameny (macewa) využili ke stavbě silnic, například cesty do Rudy i jako hraniční kameny. Zachovalo se asi 50 kamenů, nejstarší pochází z roku 1817. Hřbitov má rozlohu 1,3 ha, nachází se zde památník obětem holokaustu odhalený v roce 1987. Připomíná 1300 Židů z Radomyśle. Na hřbitově je rovněž hromadný hrob 500 Židů, zabitých zde Němci v červenci 1942.
Na náměstí se nachází jediný dochovaný prototyp cvičného letounu PZL M-2, navrženého v závodě PZL Mielec.

## Osobnosti
- Ignacy Jeż (1914–2007) – kardinál
- Leszek Wosiewicz (* 1947) – režisér a scenárista
- Bronisław Brągiel (1896–1976) – podplukovník Polské armády

Ve městě také se narodil otec amerického spisovatele Arthura Millera.